# Idotea balthica
Idotea balthica (Pallas, 1772) è un isopode bentonico marino che vive su alghe e fanerogame in fondali rocciosi e lagune sabbiose.

## Caratteristiche
Il maschio è più grande della femmina e può raggiungere i 4 centimetri (1,6 in) lungo. Il colore è estremamente variabile e spazia dal verde tenue a motivi in nero e argento. La femmina è generalmente più scura.  La specie può essere distinta dagli altri idoteidi per la forma del telson, che in I. balthica è dorsalmente carenato con lati dritti.

## Biologia
Gli adulti si alimentano principalmente di diversi tipi di vegetazione, ma sono potenzialmente onnivori. Nel Mar Baltico, I. balthica si nutre prevalentemente di alghe brune ( Fucus spp., Elachista fucicola, Pylaiella littoralis ), alghe verdi (Cladophora glomerata, Ulva spp.) e fanerogame (Stuckenia pectinata, Ruppia spp., Zostera marina ) .